# Annihilationnisme
 (mars 2016).
Si vous disposez d'ouvrages ou d'articles de référence ou si vous connaissez des sites web de qualité traitant du thème abordé ici, merci de compléter l'article en donnant les références utiles à sa vérifiabilité et en les liant à la section « Notes et références ».
L'annihilationnisme est une doctrine partagée par des chrétiens de plusieurs confessions chrétiennes protestantes. Elle concerne la vie éternelle, l'enfer et l'âme. C'est une alternative à la croyance en l'immortalité de l'âme, et toutes les deux trouvent leurs racines dans la Bible[réf. nécessaire]
L'annihilationnisme (appelé parfois conditionalisme (en)) affirme que les âmes ne sont pas immortelles, et que celles des « méchants », c'est-à-dire de ceux qui ne feraient pas ce qui est juste aux yeux de Dieu, n'auront pas à supporter un châtiment éternel en Enfer, ce en quoi il contraste avec la croyance traditionnelle, ni ne seront sauvées, en contraste avec l'universalisme, mais seront complètement annihilées après le Jugement dernier.
Selon les tenants de cette thèse, dans le conditionalisme le sort des méchants est plus clément que dans le cas de la doctrine du supplice éternel. En effet, n'existant plus, les âmes ne souffrent plus.

## Les auteurs chrétiens et l'annihilationnisme
La grande majorité des auteurs chrétiens, de Tertullien à Luther, a soutenu les conceptions traditionnelles de l'enfer. Néanmoins, la position annihilationniste n'est pas sans soutien historique.
Parmi les pères de l'Église primitive et les premiers auteurs chrétiens, on retrouve plusieurs défenseurs de l'annihilationnisme. On peut citer Justin de Naplouse (165), Tatien le Syrien (168), Athénagoras d'Athènes (vers 180), Théophile d'Antioche (185) et Arnobe (300).
Le deuxième concile de Constantinople (553) a condamné cette idée.
Depuis la Réforme, l'annihilationnisme a périodiquement refait surface, en particulier dans la confession de foi de 1660 des baptistes.

## Actualité de cette conception
Aujourd'hui, la doctrine est souvent associée aux groupes issus de la théologie de William Miller et du mouvement adventiste du XIXe siècle, incluant les adventistes du septième jour, l'Église de Dieu (Septième Jour) et quelques autres Églises chrétiennes d'origine millerite. Les Témoins de Jéhovah, pour leur part, croient fermement que l'âme (le corps) sans esprit (énergie ou force vitale), ne peut vivre, et qu'elle est sujette à la mort. Ils croient également à une résurrection, tant des « justes », que des « injustes », après le jugement de l'humanité.
Un groupe de théologiens évangéliques dont le très célèbre auteur anglican John Stott ont apporté leur soutien à cette doctrine, en déclenchant un débat passionné dans les courants principaux du christianisme évangélique.
Plus récemment, d'un point de vue sociologique, l'intégration de l'Église adventiste du septième jour à la Fédération protestante de France amène un nouvel intérêt pour ces conceptions.
Les Églises baptistes du Septième Jour sont souvent annihilationnistes.